# Incidentul Mayerling

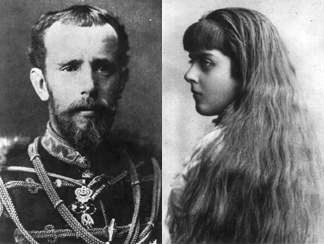
Prințul moștenitor Rudolf și baroneasa Maria von Vetsera

Incidentul Mayerling  este denumirea sub care este cunoscută seria de evenimente din jurul a ceea ce pare că a fost uciderea de către Prințul Rudolf al Austriei (21 august 1858 – 30 ianuarie 1889) a amantei sale, baroana Maria von Vetsera (19 martie 1871 – 30 ianuarie 1889), urmată de sinuciderea prințului. Rudolf, care era căsătorit cu Stéphanie a Belgiei, era singurul fiu al împăratului Franz Joseph și al împărătesei Elisabeta  și prințul moștenitor al tronului Imperiului Austro-Ungar.
Amanta lui Rudolf era fiica baronului Albin Vetsera, un diplomat austriac. Trupurile arhiducelui de 30 de ani și al baroanei de 17 ani au fost descoperite în cabana imperială de vânătoare de la Mayerling, din pădurile Vienei, la 27 km sud-vest de capitală, în dimineața zilei de 30 ianuarie 1889.
Moartea prințului moștenitor a avut consecințe importante asupra cursului istoriei secolului al XIX-lea. Evenimentul a avut efecte devastatoare asupra căsătoriei cuplului imperial, care se afla deja în impas, și a întrerupt linia normală de succesiune a dinastiei Habsburg. Dat fiind faptul că Rudolf nu avea niciun fiu, linia de succesiune avea să treacă la fratele lui Franz Joseph, arhiducele Karl Ludwig, și la fiul său cel mai mare, arhiducele Franz Ferdinand.
Acest incident a pus în pericol parcursul reconcilierii facțiunilor austriacă și maghiară din imperiu. Evenimentele care au urmat s-au succedat rapid și au culminat cu asasinarea arhiducelui Franz Ferdinand și a soției sale, Sofia de către Gavrilo Princip, un naționalist sârb, la Sarajevo în iunie 1914, și la târârea Europei în Primul Război Mondial.

## Incidentul
În anul 1889, numeroși oameni de la curte, inclusiv părinții și soția lui Rudolf, Stephanie, știau că Rudolf și Maria aveau o aventură. Căsătoria arhiducelui cu Stephanie nu fusese una fericită, și cuplul avea doar o singură fiică,  arhiducesa Elisabeth, cunoscută și ca Erzsi.

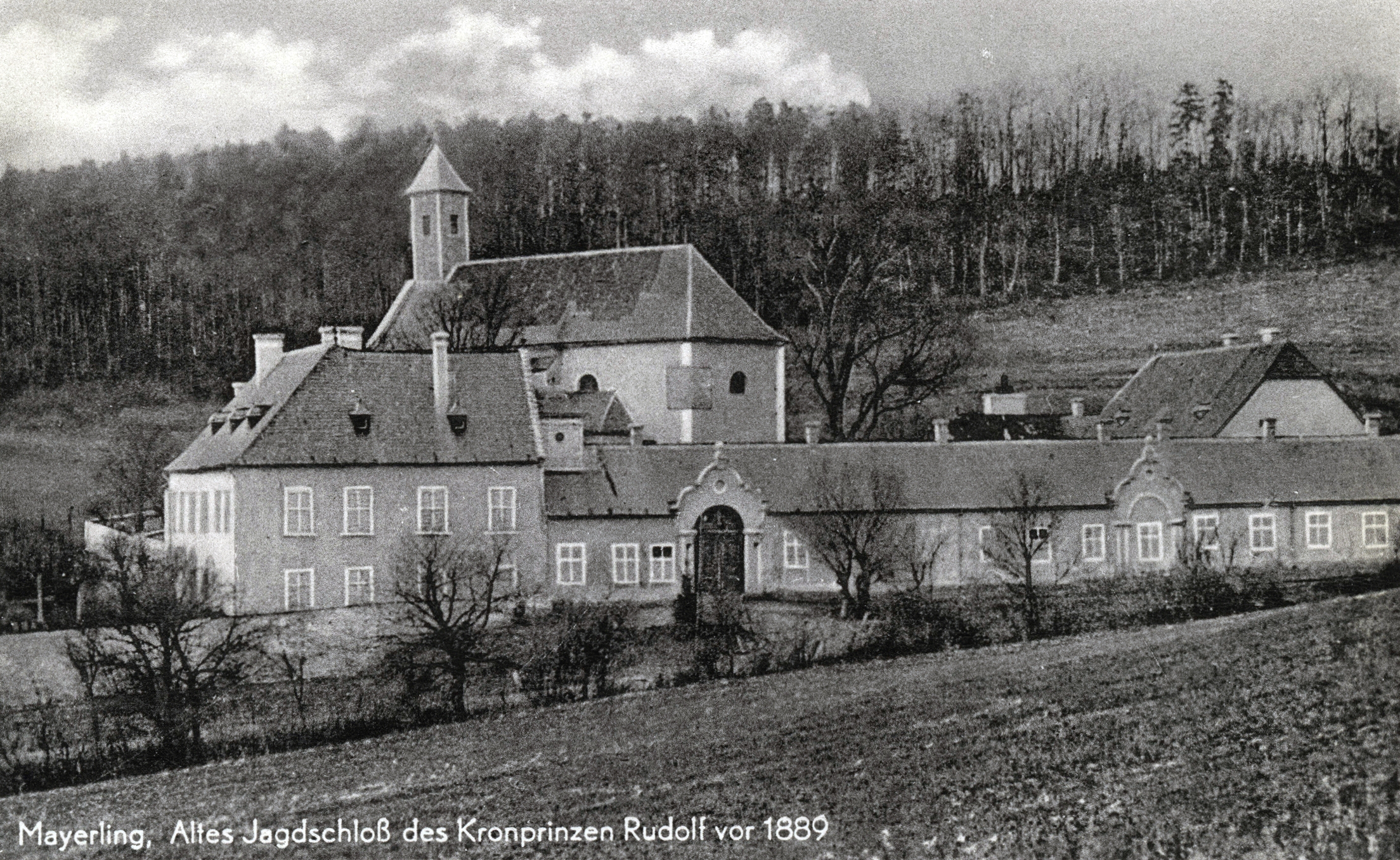
Cabana imperială de vânătoare de la Mayerling

Pe 29 ianuarie 1889, Franz Joseph și Elisabeth au fost gazdele unui dineu de familie mai înainte să plece la  Buda, în Ungaria, pe 31 ianuarie; Rudolf s-a scuzat, pretinzând că este ușor bolnav. El făcuse aranjamentele necesare pentru o partidă de vânătoare la cabana de vânătoare de la  Mayerling, în primele ore ale dimineții zilei de 30 ianuarie. Când valetul arhiducelui, Loschek, s-a dus să îl trezească, nu a primit niciun răspuns. Partenerul de vânătoare al arhiducelui, contele Joseph Hoyos, a încercat fără rezultat să obțină un răspuns din camera în care se afla Rudolf. Cei doi au încercat să deschidă ușa cu forța, dar nu au reușit.
În cele din urmă, Loschek a spart un panou al ușii cu un ciocan și a reușit să bage o mână și să deschidă ușa din interior. Când a intrat, valetul a găsit o cameră în semiîntuneric, cu storurile trase.  Rudolf a fost găsit așezat (după unele relatări, culcat), nemișcat pe partea patului, aplecat în față și cu sânge la gură. În fața lui, pe noptieră, se aflau un pahar și o oglindă. Loschek, fără să examineze mai atent trupul arhiducelui în lumina slabă, a presupus că moștenitorul coroanei băuse otravă din pahar, el știind că stricnina provoacă sângerare. Pe pat zăcea trupul Mariei Vetsera; rigor mortis se instalase deja. O vreme avea să se mai creadă că arhiducele murise otrăvit, sau chiar că baroana își otrăvise amantul, după care s-ar fi sinucis.
Hoyos nu s-a apropiat să privească mai atent, în schimb s-a îndreptat grăbit spre stația de cale ferată, de unde a luat un tren special spre Viena. În capitală, el a luat legătura cu generalul-aghiotant al împăratului, contele Paar, căruia i-a cerut să îi ducă monarhului vestea șocantă. Protocolul complicat care caracteriza toate acțiunile din palatul Hofburg s-a pus greoi în mișcare. Paar s-a scuzat, afirmând că doar împărăteasa ar putea să transmită o asemenea veste catastrofală împăratului. A fost convocat mai apoi baronul Franz Nopcsa (1815-1904), unchiul omonim al lui Franz Nopcsa (1877-1933). Nopcsa a chemat-o pe contesa Ida Ferenczy, doamna de onoare favorită a împărătesei Elisabeth, să hotărască în ce fel urma să fie informată împărăteasa.

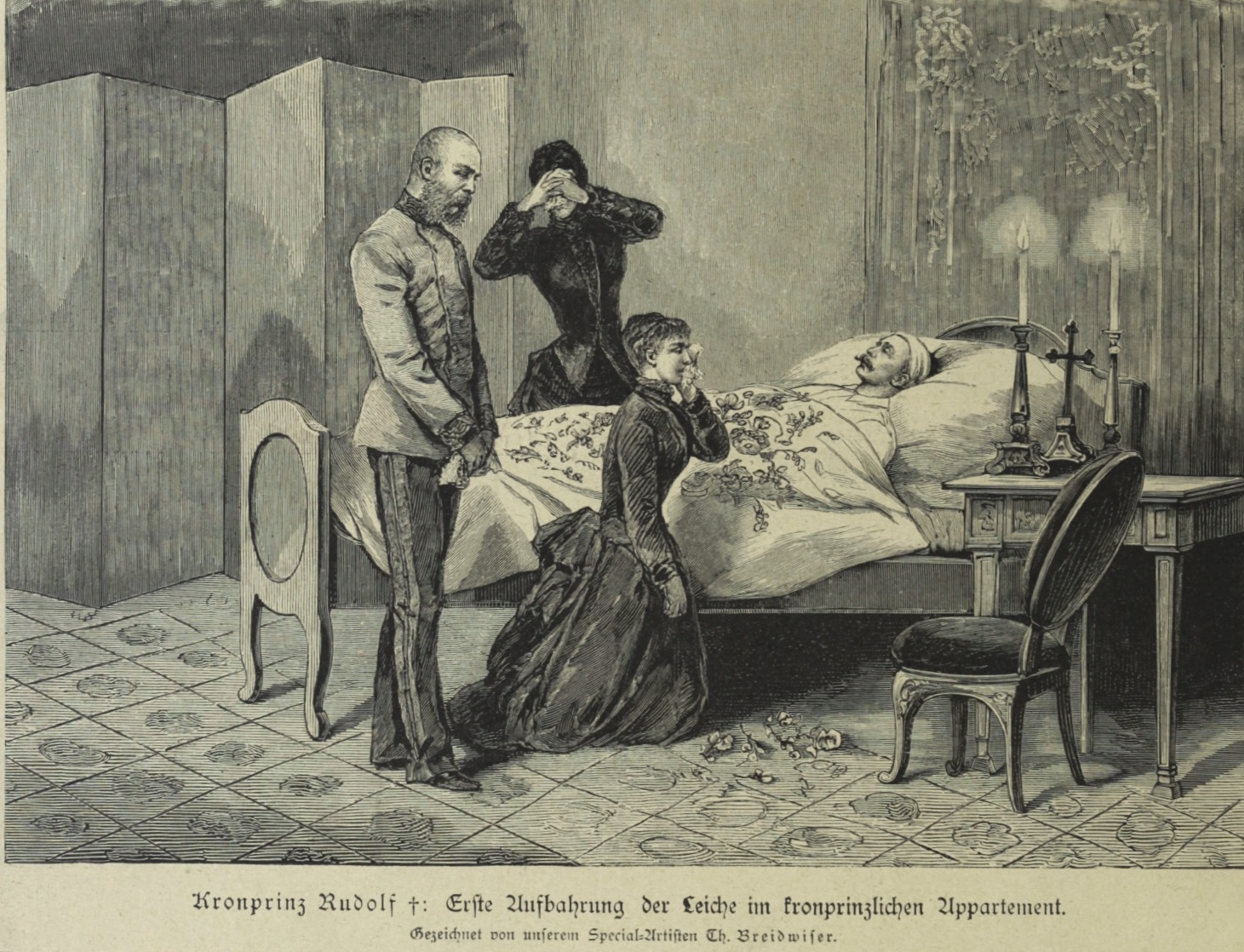
Împăratul Franz Joseph și împărăteasa Elisabeth jelindu-și fiul

În acest timp, Elisabeth participa la lecția de greacă și a fost enervată de intervenția doamnei sale de onoare. Ferenczy, foarte speriată, a cerut ca împărăteasa să îl primească pe baronul Nopcsa, care venea cu vești urgente. Împărăteasa a răspuns că acesta trebuie să aștepte ca să fie primit mai târziu. Contesa a insistat că baronul trebuie primit imediat, fiind până la urmă forțată să adauge că era vorba de vești grave despre prințul moștenitor. Relatarea acestui episod este făcută de Ferenczy și de arhiducesa Marie Valerie, cea căreia împărăteasa i-a dictat din memorie incidentul, în plus față de descrierea făcută în jurnalul personal.
Contesa avea să reintre în cameră, unde a găsit-o pe împărăteasă răvășită și plângând necontrolat. Împăratul a a ieșit din apartamentele sale și a fost nevoit să aștepte acolo cu Nopcsa, care se controla cu mare efort. Împărăteasa i-a comunicat vestea soțului ei între patru ochi. Franz Josef  a părăsit camera devastat.
Ministrul poliției a fost însărcinat cu cercetarea cazului, iar serviciile naționale de securitate au izolat cabana de vânătoare și regiunea învecinată. Trupul Mariei Vetsera a fost înhumat în mare grabă și în secret, fără să se facă o anchetă judiciară. Nici măcar mama baroanei nu a avut permisiunea să participe la înmormântare. 

## Versiuni ale evenimentului
Premierul, conte Eduard Taaffe, a dat publicității la prânz o declarație în numele împăratului, prin care se afirma că Rudolf a murit „din cauza ruperii unui anevrism al inimii”. Familia imperială și curtea încă erau convinși că moștenitorul tronului fusese otrăvit. Se pare că până și mama Mariei, baroana Helene Vetsera, a crezut inițial această variantă.

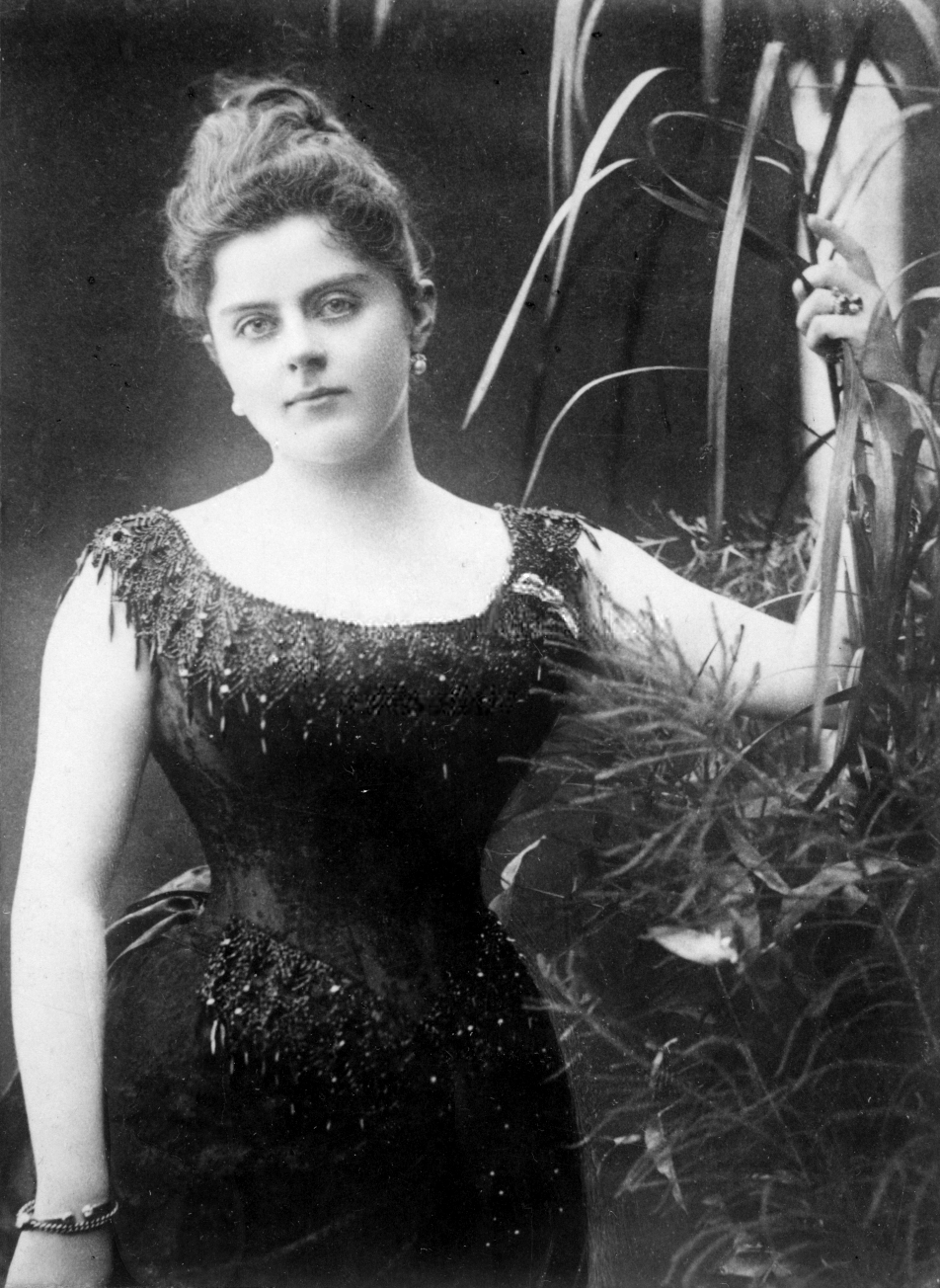
Baroana Maria Vetsera (aproximativ 1887)

Comisia medicală a curții, prezidată de doctorul Widerhofer, a sosit la Mayerling după amiaza și a stabilit o cauză mai exactă a morții. Widerhofer și-a prezentat raportul împăratului a doua zi dimineață la ora 6. Ziarul oficial al Vienei a continuat să publice versiunea oficială conform căreia: „Alteța sa regală și imperială, prințul moștenitor arhiducele Rudolf, a murit ieri în cabana sa de vânătoare de la Mayerling, lângă Baden, din cauza ruperii unui anevrism al inimii.” 
Corespondenții străini de presă s-au deplasat la Mayerling de îndată ce au aflat că amanta lui Rudolf fusese implicată în moartea lui. S-a renunțat rapid la versiunea oficială a atacului de cord. Astfel, versiunea problemelor cardiace a fost modificată. S-a anunțat că arhiducele ar fi împușcat-o mai întâi pe baroană conform unei înțelegeri, i-a vegheat trupul neînsuflețit pentru câteva ore, după care s-a sinucis prin împușcare. Se știa că Rudolf și tatăl lui, împăratul, avuseseră de curând o ceartă violentă, în timpul căreia Franz Joseph i-a cerut fiului său să pună capăt legăturii extraconjugale cu amanta minoră. Morțile celor doi ar fi fost rezultatul tragic al unei decizii disperate a doi îndrăgostiți fără speranță, luată „în vreme ce echilibrul minții arhiducelui era tulburat”. Poliția și-a încheiat ancheta cu o grabă surprinzătoare, se pare că la cererea împăratului.
Franz Joseph a făcut tot ce a ținut de el ca să capete binecuvântarea bisericii pentru înmormântarea lui Rudolf în cripta imperială.  Biserica a considerat că aceasta nu este posibilă de vreme ce prințul a comis în mod deliberat o crimă și s-a sinucis. Sfântul Scaun a emis o dispensă specială declarând că Rudolf s-a aflat într-o stare de „dezechilibru mental”. Dată fiind obținerea dispensei, Rudolf se odihnește alături de alți 137 de Habsburgi în Biserica Capucinilor din Viena. Dosarul cercetării penale și al acțiunilor conexe nu a fost depus în arhivele statului, așa cum ar fi fost regula.
Versiunea conform căreia Rudolf s-ar fi certat violent cu împăratul cu privire la legătura cu baroana Vetsera ar fi fost răspândită de agenții cancelarului german Otto von Bismarck, care nu îl simpatiza pe arhiducele austriac, pe care îl considera prea liberal. Este sigur că multe dintre rudele apropiate ale lui Rudolf, care îi cunoșteau personalitatea cancelarului german, s-au îndoit de această versiune.
Împărăteasa Victoria a Germaniei a scris: 
„"Ieri a venit prințul Bismarck. Pentru mine a fost o pastilă amară de înghițit să trebuiască să-l primesc [pe Bismarck] după tot ce a avut loc și cu tot ce se întâmplă. A vorbit foarte mult despre Rudolf și a spus că a avut loc o scenă cu împăratul [Austriei], potrivit relatării lui Reuss. Poate că Reuss [ambasadorul Germaniei în Austria] a greșit. Ar trebui să cred că este foarte probabil. " [9 april ie 1889]”
După aceasta, ea i-a scris mamei sale, regina Victoria:
„"...  Am auzit diferite lucruri despre bietul Rudolf, care poate te interesează.  Prințul Bismarck mi-a spus că scenele violente și altercațiile dintre împărat și Rudolf au fost cauza sinuciderii lui Rudolf. I-am răspuns că am auzit că acest lucru este pus la îndoială puternic, la care a spus că Reuss a scris-o și că așa a fost! El mi-ar fi trimis telegrama să o citesc, dacă doream, dar am refuzat . Nu am spus ce credeam, cum că timp de treizeci de ani am înțeles cât de multe minciuni au scris agenții diplomatici ai prințului Bismarck (cu unele excepții) și de aceea, de obicei, nu cred nimic din ceea ce scriu, cu excepția cazului în care îi știu să fie oameni sinceri și de încredere. Szechenyi, ambasadorul de la Berlin, pe care îl cunoaștem foarte bine, îmi spune că nu au existat scene cu împăratul, care i-a spus lui Szechenyi: „Aceasta este prima supărare pe care mi-a provocat-o fiul meu”.

"Îți dau doar veștile care merită. Generalul Loe a auzit din surse austriece că nenorocirea nu a fost premeditată pentru acea zi, dar că tânăra doamnă s-a prăpădit și, văzând asta, Rudolf a crezut că nu i-a mai rămas nimic și  s-a omorât cu o Förster Gewehr [pușcă de vânătoare] pe care a sprjinit-o pe pământ și apoi a apăsat cu piciorul pe trăgaci. Loe consideră, ca și mine, că moartea bietului Rudolf este  o nenorocire cumplită. Cancelarul, cred eu, nu o deplânge și nu l-a plăcut! " [20 aprilie 1889]”
Au fost făcute, de asemenea, afirmații privind o dublă crimă mascată drept crimă-sinucidere. Într-o serie de interviuri din ziarul tabloid vienez Kronen Zeitung, împărăteasa Zita, care nu s-a născut decât după trei ani de la incident, și-a exprimat credința că moartea prințului moștenitor Rudolf al Austriei și a amantei sale nu a fost o dublă sinucidere, ci că mai degrabă aceștia au fost uciși de către agenții francezi trimiși de Georges Clemenceau.

## Motivații posibile
Brigitte Hamann, în cartea ei Rudolf, Crown Prince and Rebel afirmă că Rudolf ar fi propus inițial o dublă sinucidere unei foarte cunoscute curtezane, Mizzi Kaspar.  Doar după ce a fost refuzat de către aceasta, Rudolf i-a propus un pact al morții mult mai influențabilei Vetsera.  Hamann a afirmat într-un interviu că Rudolf „a fost un tânăr poetic și medita mult. El era bolnav de sifilis și s-a simțit vinovat pentru că și-a infectat soția.”   Aceasta este teoria cea mai larg acceptată de istorici.
Gerd Holler afirmă în cartea lui Mayerling--New Documents on the Tragedy 100 Years Afterward, că Maria era însărcinată în trei luni cu copilul lui Rudlf. Rudolf i-a aranjat un avort Mariei, care a murit în timpul procedurii. După aceasta, Rudolf s-ar fi sinucis.
Clemens M. Gruber afirmă în piesa The Fateful Days of Mayerling că Rudolf a murit într-o încăierare la beție. În poveste lui Gruber, rudele  Mariei au forțat intrarea în cabană, iar Rudolf a tras cu un revolver spre intruși, ucigând-o din greșeală pe baroană. Arhiducele ar fi fost ucis mai apoi de rudele baroanei.

## Urmările politice
Este posibil ca moartea lui Rudolf să fi distrus căsnicia părinților lui aflată deja în impas. Moartea lui Rudolf a  modificat succesiunea la tronul imperiului și a contribuit indirect la prăbușirea monarhiei habsburgice în 1918. Dispariția unui moștenitor al tronului liberal a făcut ca politica conservatoare a tatălui său să fie mai ușor de aplicat.
Moartea misterioasă a arhiducelui Rudol a cauzat o criză dinastică imediată. Datorită faptului că Rudolf era singurul fiu al lui Franz Ioseph, fratele împăratului, Karl Ludwig, a devenit  moștenitorul prezumtiv al tronului Imperiului Austro-Ungar. El a renunțat la drepturile de succesiune după câteva zile în favoarea fiului său cel mai în vârstă, Franz Ferdinand.
După  asasinarea lui Franz Ferdinand din 1914, nepotul acestuia (și strănepotul lui Karl Ludwig), Karl, a devenit moștenitorul prezumtiv al tronului. Karl avea în cele din urmă să îi urmeze la tron fratelui bunicului său, Carol I în 1916.

## Exhumări și cercetări medico-legale

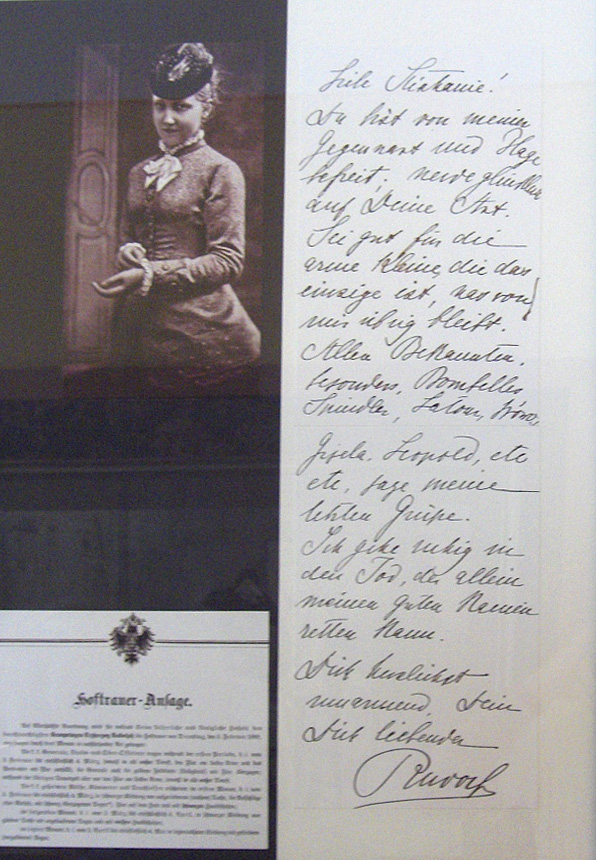
Scrisoarea de adio a lui Rudolf

Trupul neînsuflețit al lui Vetsera a fost scos în grabă de la Mayerling și înmormântat în cimitirul din Heiligenkreuz. Versiunea oficială a dublei sinucideri a rămas neschimbată până după sfârșitul celei de-a doua conflagrații mondiale. În 1946, militari ai trupelor sovietice de ocupației au îndepărtat placa de granit care acoperea mormântul și au deschis sicriul lui Vetsera, cel mai probabil din dorința de jefuire a bijuteriilor. Această faptă nu a fost descoperită de austrieci decât în 1955, după retragerea Armatei Roși în conformitate cu prevederile Tratatul de Stat al Austriei.
În 1959, un doctor tânăr care profesa în regiune, Gerd Holler, câțiva dintre membrii familiei Vetsera și specialiști în îmbălsămare au inspectat rămășițele baroanei. Holler a examinat cu atenție craniul și alte oase în căutarea urmelor de glonț, dar a declarat că nu a găsit nicio dovadă în acest sens. Holler a susținut că a solicitat Vaticanului permisiunea să verifice documentele din 1889 legate de incident, aflate în arhivele de la Roma, documente în care investigația nunțiului papal ajunsese la concluzia că fusese tras doar un glonț. Lipsindu-i probele medico-legale pentru un al doilea glonț, Holler a emis teoria conform căreia Vetsera a murit accidental, probabil ca urmare a unui avort, și că Rudolf s-ar fi sinucis după aceea.
În 1991, rămășițele pământești ale Mariei Vetsera au fost din nou deranjate, de această dată de Helmut Flatzelsteiner, un negustor de mobilă din Linz, care era obsedat de afacerea Mayerling. Rapoartele inițiale susțineau că oasele ei au fost împrăștiate în curtea bisericii, de unde autoritățile au trebuit să le recupereze. De fapt, Flatzelsteiner le-a luat în timpul nopții pentru efectuarea unui examen criminalistic privat, plătit din banii proprii, care a avut loc în februarie 1993.
Flatzelsteiner le-a spus medicilor legiști că resturile sunt unele ale unei rude ucise cam cu o sută de ani în urmă, care este posibil să fi fost împușcată sau înjunghiată. Un expert a declarat că acest lucru ar fi posibil, dar, deoarece craniul nu numai că era puternic degradat, dar era și incomplet, cauza morții nu putea fi confirmată cu precizie. Flatzelsteiner a luat mai apoi legătura cu un jurnalist de la Kronen Zeitung ca să îi vândă atât povestea, cât și scheletul lui Vetsera. Oasele recuperate s-au dovedit în urma unei noi examinări medico-legale ca fiind ale Mariei Vetsera și au fost reînmormântate în groapa originală în octombrie 1993,.  Flatzelsteiner a fost pus sub acuzație și a fost de acord să plătească o despăgubire de 2000€.

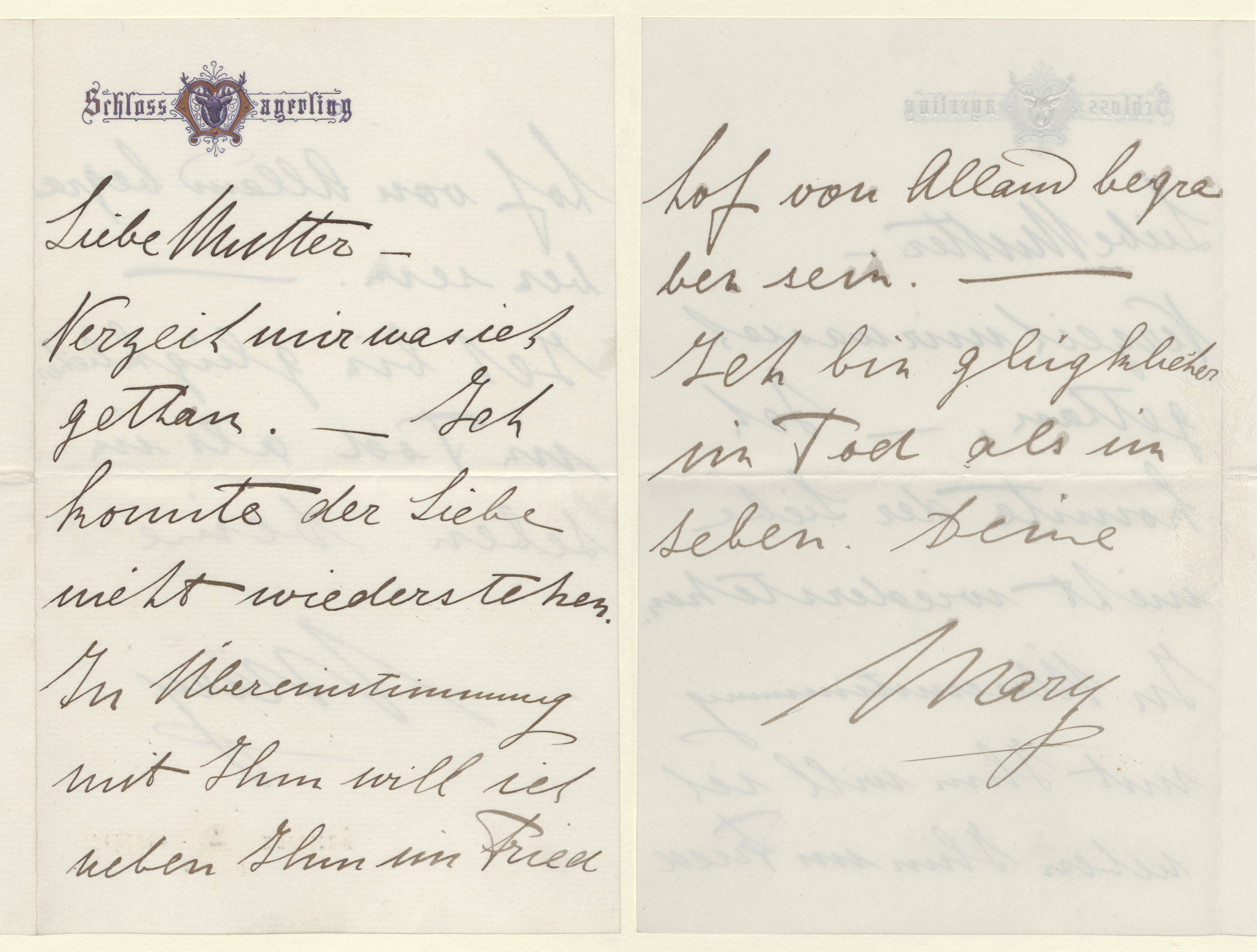
Scrisoarea de adio a Mariei Vetsera

Biblioteca Națională a Austriei a publicat în iulie 2015 o copie a scrisorilor de adio ale Mariei Vetsera către mama ei și alți membri ai familiei. Aceste scrisori, despre care s-a crezul multă vreme că au fost pierdute sau distruse, au fost găsite într-o cutie de valori a unei bănci austriece, unde fuseseră depozitate în 1926. Din aceste scrisori, scrise la Mayerling cu doar puțin timp înainte de moarte, reiese clar și fără urmă de îndoială că cei doi amanți plănuiau să se sinucidă: 
„Dragă mama

Te rog să mă ierți pentru ce am făcut

Nu am putut rezista iubirii

În deplin acord cu el, vreau să fiu îngropată alături de el în cimitirul Alland

Sunt mai fericită în moarte decât în viață.”

## Vedeți și:
- Marie Larisch von Moennich mijlocitoarea a relației dintre vărul ei, arhiducele Rudolf, și prietena ei, Maria von Vetsera.